# Ronaldão
Pour les articles homonymes, voir Ronaldo et Rodrigues (homonymie).
Ronaldo Rodrigues de Jesus, plus connu sous le nom de Ronaldo puis Ronaldão, est un footballeur brésilien né le 19 juin 1965 à São Paulo. 
Il joue au poste de milieu défensif et de défenseur, notamment avec le São Paulo FC et l'équipe du Brésil qui remporte la Coupe du monde 1994

## Carrière de joueur

### En club
- 1985 : Rio Preto EC ( Brésil)
- 1986 - 1994 : São Paulo FC ( Brésil)
- 1994 - 1995 : Shimizu S-Pulse ( Japon)
- 1996 - 1997 : CR Flamengo ( Brésil)
- 1997 - 1998 : Santos FC ( Brésil)
- 1998 : Coritiba FC ( Brésil)
- 1998 - 2002 : AA Ponte Preta ( Brésil)

### En équipe nationale
Ronaldão remporte la Coupe du monde 1994 avec l'équipe du Brésil.
Il est sélectionné 14 fois en équipe nationale entre 1991 et 1995 avec qui il marque un but.

## Palmarès
- Vainqueur de la Coupe du monde 1994 avec l'équipe du Brésil
- Vainqueur de la Coupe intercontinentale en 1992 et 1993 avec le São Paulo FC
- Vainqueur de la Recopa Sudamericana en 1993 et 1994 avec le São Paulo FC
- Vainqueur de la Supercopa Sudamericana en 1993 avec le São Paulo FC
- Vainqueur de la Copa Libertadores en 1992 et 1993 avec le São Paulo FC
- Champion du Brésil en 1991 avec le São Paulo FC
- Vainqueur du tournoi Rio-São Paulo en 1997 avec le Santos FC
- Champion de l'État de São Paulo en 1987, 1989, 1991 et 1992 avec le São Paulo FC
- Champion de l'État de Rio de Janeiro en 1996 avec le CR Flamengo